# Премия Муз-ТВ 2008
6-я ежегодная национальная премия в области популярной музыки Муз-ТВ 2008 состоялась 6 июня 2008 года в спортивном комплексе «Олимпийский».
Главным триумфатором премии стала певица МакSим. Она получила 4 награды в номинациях: «Лучшая исполнительница», «Лучшая песня», «Лучший альбом» и специальный приз «За лучшие продажи».
Специальными гостями премии стали певица Дженнифер Лопес, участник группы Bee Gees Робин Гибб, американская рок-группа 30 Seconds To Mars и румынский дуэт Morandi.
Ведущими премии были Ксения Собчак и Иван Ургант.

## Выступления
| Исполнитель                     | Песня |
| ------------------------------- | --- |
| Мумий Тролль                    | «Банды» |
| Евгения Отрадная                | «Уходи» |
| Morandi                         | «Angels» |
| Сергей Лазарев                  | «Flyer» |
| Юлия Савичева                   | «Никак» |
| БиС                             | «Твой или ничей» |
| Brainstorm                      | «Thunder Without Rain» |
| МакSим и Баста                  | «Наше лето» |
| Ирина Аллегрова и Григорий Лепс | «Я тебе не верю» |
| Serebro                         | «Опиум» |
| Валерия                         | «The Party’s Over» |
| Мумий Тролль                    | «Мастера кунг-фу» |
| Дима Билан                      | «Number One Fan» |
| 30 Seconds To Mars              | «From Yesterday» «Was It A Dream» «Attack» (live)                                                                           |
| Тимати                          | «Не сходи с ума» |
| Тимати и Ксения Собчак          | «Потанцуй со мной» |
| Парк Горького                   | «Moscow Calling» |
| Tokio                           | «Верю я» |
| Браво и Жанна Агузарова         | «Старый отель» |
| Банд’Эрос                       | «Про красивую жизнь» |
| Звери                           | «Брюнетки и блондинки» |
| DJ Smash                        | «Moscow Never Sleeps» |
| Валерия и Робин Гибб            | «Staying Alive» |
| Сергей Лазарев                  | «Girlfriend» |
| Ани Лорак                       | «Shady Lady» |
| Гарик Сукачев, Неприкасаемые    | «Непокоренная вера» |
| МакSим                          | «Мой рай» |
| ВИА Гра                         | «Поцелуи» |
| Дима Билан                      | «Believe» |
| Дженнифер Лопес                 | «Let's Get Loud» «Waiting for Tonight» «Get Right» Мэшап: «Jenny From The Block» «Ain’t It Funny» «Love Don’t Cost a Thing» |

## Номинации
Ниже представлен полный список победителей и номинантов премии. Победители выделены шрифтом.
| Лучшая песня | Лучший дуэт |
| --- | --- |
| - «Number One Fan» — Дима Билан - «Мы разбиваемся» — Земфира - «Мой рай» — МакSим | - «Опять метель» — Алла Пугачёва и Кристина Орбакайте - «Я тебе не верю» — Ирина Аллегрова и Григорий Лепс - «Две дороги, два пути» — Леонид Агутин и Анжелика Варум |
| Лучший исполнитель | Лучшая исполнительница |
| - Валерий Меладзе - Дима Билан - Сергей Лазарев | - Жанна Фриске - Земфира - МакSим |
| Лучшая поп-группа | Лучшая рок-группа |
| - ВИА Гра - Город 312 - A'Studio | - Би-2 - Звери - Мумий Тролль |
| Лучший хип-хоп проект | Лучшее видео |
| - Банд'Эрос - Ёлка - Тимати | - «Про красивую жизнь» — Банд'Эрос - «Поцелуи» — ВИА Гра - «Мы разбиваемся» — Земфира                                                                                |
| Лучшее концертное шоу | Лучший альбом |
| - Земфира (Зелёный театр ЦПКиО им. М.Горького) - 11 церемония вручения премии «Серебряная калоша» (Театр оперетты) - XII церемония вручения премии «Золотой граммофон» (Государственный Кремлёвский дворец) | - «Поцелуи» — ВИА Гра - «Спасибо» — Земфира - «Мой рай» — МакSим |
| Прорыв года | Лучший рингтон |
| - Павел Воля - Потап и Настя Каменских - Serebro | - «Невозможное возможно» — Дима Билан - «Ветром стать» — МакSим - «Знаешь ли ты» — МакSим                                                                            |
| За вклад в развитие рок-музыки | За вклад в развитие поп-музыки |
| - Парк Горького | - Браво |
| За вклад в современную музыкальную индустрию | За лучшие продажи |
| - Robbin Gibb | - МакSим |

## Интересные факты
На Премии Муз-ТВ 2008 произошли изменения во внешнем виде вручаемого приза. До этого он выглядел как блестящая тарелка с золотым яблочком, а в 2008 на тарелке появился земной шар.